# 鰯雲 (映画)
『鰯雲』（いわしぐも）は、1958年9月2日に公開された日本映画。製作、配給は東宝。カラー、東宝スコープ。成瀬巳喜男監督の初のカラー作品。

## キャスト
- 八重：淡島千景
- ヒデ（姑）：飯田蝶子
- 千枝（「千登勢」の女主人）：新珠三千代
- みち子：司葉子
- 大川（新聞記者）：木村功
- 和助（本家の当主）：二代目 中村鴈治郎
- 初治（和助の長男）：小林桂樹
- 村役場の助役：加東大介
- とよ（みち子の継母）：杉村春子
- タネ（和助の後妻）：清川虹子
- 順三（和助の三男）：大塚国夫
- 信次（和助の次男）：太刀川洋一
- 半原の宿の女将：長岡輝子
- 大次郎（分家の当主）：織田政雄
- 浜子（大次郎の娘）：水野久美
- やすえ（浜子の母）：賀原夏子
- 正（八重の息子）：久保賢（山内賢）
- 白瀬（千枝のパトロン）：見明凡太郎
- 「千登勢」の女中：三田照子
- 民子：上野明美
- 年江：藤井美智子
- 四郎：伊東隆
- 村の婦人：本間文子
- 村の青年：石井伊吉（毒蝮三太夫）
- 集金人：佐田豊

## スタッフ
- 製作：藤本真澄、三輪礼二
- 原作：和田傳
- 脚本：橋本忍
- 音楽：斎藤一郎
- 撮影：玉井正夫
- 美術：中古智、園真
- 録音：藤好昌生
- 照明：石井長四郎
- 編集：大井英史
- チーフ助監督：須川栄三
- 製作担当者：島田武治
- 整音：宮崎正信
- 特殊技術：東宝技術部
- 監督：成瀬巳喜男

## 同時上映
『おトラさんの公休日』
- 原案：西川辰美／原作：有崎勉（柳家金語楼）／脚本：新井一／監督：小田基義／主演：柳家金語楼
- 『おトラさん』シリーズ第5作。

## テレビドラマ
本作を原作とするテレビドラマが、1964年4月19日に『日本映画名作ドラマ』（NET系列）で放送された。

### キャスト
- 伴淳三郎
- 三条美紀
- 天田俊明
- 清川新吾
- 寺田農
- 小野澄子
- 野間一江
- 安芸秀子
- 弓恵子
- 乙羽信子

### スタッフ
- 原作：和田傳
- 脚本：霜川遠志
- 演出：広渡一郎